# Jean-Luc Marion
Jean-Luc Marion, född 3 juli 1946 i Meudon, Hauts-de-Seine, är en fransk filosof, professor och ledamot av Franska Akademien.
Marion är lärjunge till teologen Hans Urs von Balthasar och hans filosofi är typisk för det som Dominique Janicaud har kallat "den teologiska vändningen i den franska fenomenologin". Han studerade även under Jean Beaufret, Ferdinand Alquié och Jacques Derrida och är specialist på Descartes och fenomenologi. Marion har bland annat ägnat sig åt kärleksbegreppet (agape), om vilket han har utarbetat en fenomenologi.
Han är professor och undervisar vid Université Paris-Sorbonne och Chicagouniversitetet, samt valdes in i Franska akademin den 6 november 2008.

## Verk (urval)
- L’idole et la distance, 1977
- Sur la théologie blanche de Descartes, 1981
- Dieu sans l’être, 1982
- Prolégomènes à la charité, 1986
- Le phénomène érotique, 2003
- Le visible et le révélé, 2005